# A Sport Is Born
A Sport Is Born ist ein US-amerikanischer Kurzfilm von Richard Winik aus dem Jahr 1960.

## Handlung
Orange, Massachusetts, ist die Wiege der neuen Sportart Fallschirmspringen. Der Film gibt eine Einführung in den neuen Sport. Er zeigt den theoretischen, dreistündigen Kurs, den neue Springer vor dem ersten Sprung absolvieren müssen. Hier lernen sie unter anderem das richtige Landen. Es folgt der erste Sprung der neuen Gruppe. Anschließend werden erstmals Aufnahmen von Helmkameras, die während des Sprungs und den ersten 30 Sekunden im freien Fall entstanden sind, gezeigt. Eine zweite Sprungaufnahme führt zu Nahaufnahmen eines weiteren Springers, wobei sich beide Fallschirmspringer während des freien Falls berühren. Am Ende folgt ein Sprung von neun professionellen Fallschirmspringern, die auf dem Grün kurz vor einem Restaurant unweit des Flughafens landen, wo sie Tische bestellt haben.

## Produktion
Die Aufnahmen im freien Fall entstanden laut Filmvorspann zwischen dem 12. und 20. Juli 1960 und wurden von Lewis B. Sanborn gedreht. Weitere Springer der Aufnahmen sind Dusty Smith und Steve Boyle. Insgesamt wurde im Film Material aus fünf Sprüngen verwendet. Erzähler des Films ist Chris Schenkel. A Sport Is Born erschien erstmals 1960. Das Original des Films existiert nicht mehr, da Paramount alle Kurzfilme der Zeit vernichtete. Eine Kopie des Films befindet sich unter anderem im American Museum of Sport Parachuting.

## Auszeichnungen
A Sport Is Born wurde 1961 für einen Oscar in der Kategorie Bester Kurzfilm nominiert.